# وستتس (ناحیه ناخود)

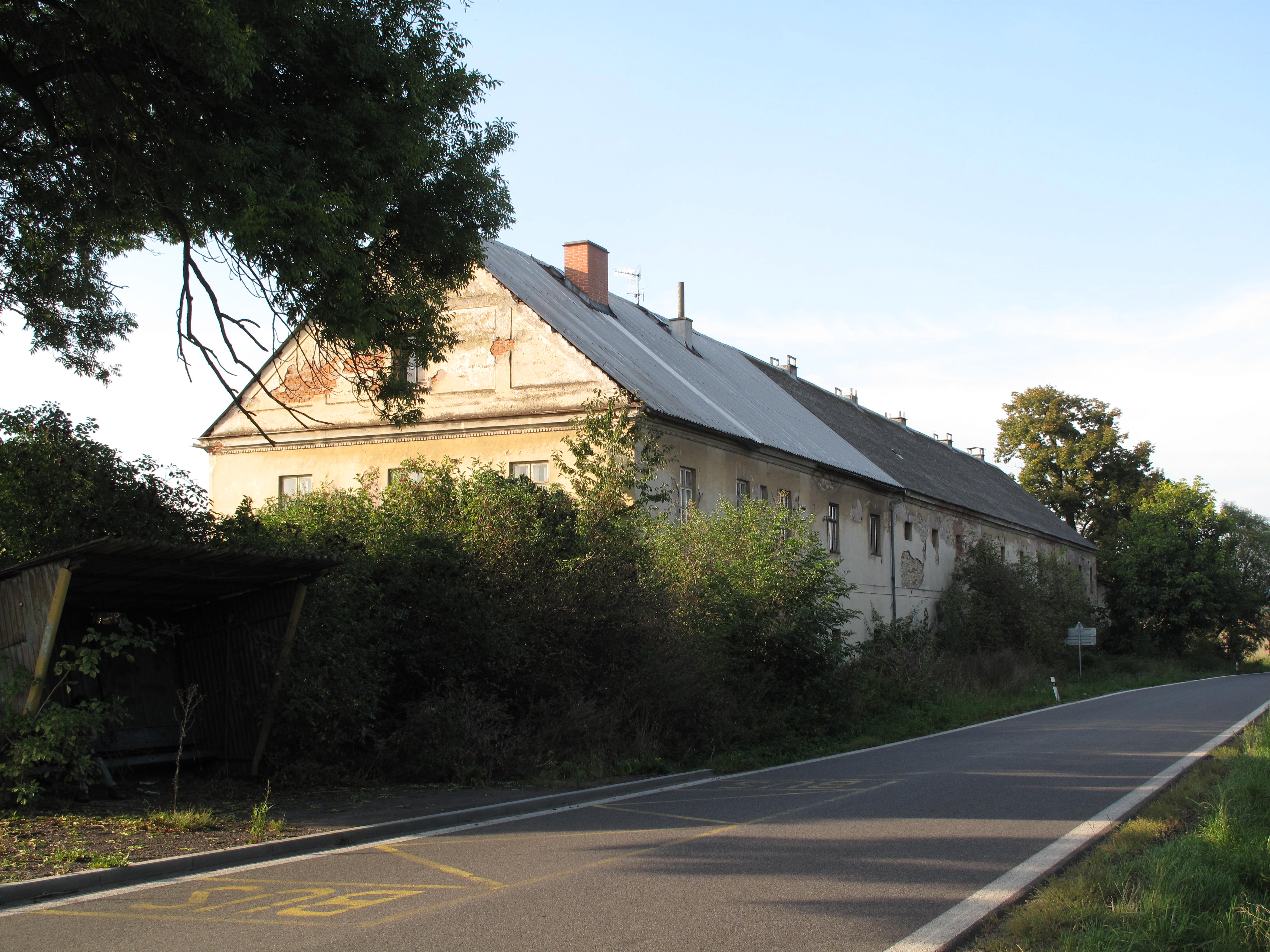
تصویری از محله وستس

وستتس (به چکی: Vestec) یک منطقهٔ مسکونی در جمهوری چک است که در ناحیه ناخود واقع شده‌است.